# Jonaguni ló
A jonaguni ló (japánul: jonaguni uma 与那国馬) kritikusan veszélyeztetett japán kistestű lófajta. A Japán délnyugati részén, a Tajvanhoz közeli Jaejama-szigetek egyikéről, Jonaguniról származik. A Japánban őshonos nyolc lófajta egyike.

## Története
1968-ban 210 jonaguni ló élt. Az 1980-as évek elejére a számuk alig több mint ötvenre csökkent. Később a számuk kissé helyreállt, 2008-ban már 85 egyedet jegyeztek fel. A FAO 2007-ben a fajta természetvédelmi helyzetét a "kritikus" kategóriába sorolta.
2003-ban a mikroszatellita adatokon alapuló genetikai elemzés megállapította, hogy a jonaguni legközelebbi rokonságban a mijako és a tokara fajtákkal áll, kisebb mértékben pedig rokona a különböző mongol lófajtáknak, mint a Japán fő szigetein élő dosanko és kiso lónak.

## Jellemzői
A többi japán szigeteki lófajtához hasonlóan a jonaguni is kis termetű. Átlagos marmagassága 116-120 cm.

## Fordítás
Ez a szócikk részben vagy egészben  a   Yonaguni horse című angol Wikipédia-szócikk ezen változatának fordításán alapul.  Az eredeti cikk szerkesztőit annak laptörténete sorolja fel. Ez a jelzés csupán a megfogalmazás eredetét és a szerzői jogokat jelzi, nem szolgál a cikkben szereplő információk forrásmegjelöléseként.